# 甲府市立富竹中学校
甲府市立富竹中学校（こうふしりつ とみたけちゅうがっこう）は、山梨県甲府市にある公立中学校。

## 概要
甲府市西部の人口増加に伴い、同市の甲府市立西中学校及び甲府市立南西中学校の学区再編により、1986年（昭和61年）に新設された甲府市の市立中学校である。甲府市の西端、隣の甲斐市富竹新田に隣接しており、学校敷地の西には中央自動車道が通過している。

## 沿革
- 1986年（昭和61年）4月1日 開校。

## 校歌
- 制定日：1987年（昭和62年）3月3日[1]
- 作詞：嶋田武[1]
- 作曲：近藤幹雄[1]

## クラブ活動
- 野球部
- サッカー部
- 卓球部
- テニス部
- ソフトテニス部(女子)
- バレーボール部(女子)
- バスケットボール部
- 剣道部
- 柔道部(休部中)
- 水泳部(季節部)
- 吹奏楽部
- 茶道部
- 美術部
- コンピューター部
- 空手部(季節部)

## 主な卒業生
- 柏原収史
- 柏原崇
- 江原騎士（競泳選手）
- 塩川莉世
- 米山ジャバ偉生

## アクセス
- 甲府駅南口5番乗り場より山梨交通バス40・42・44・46・47・49系統に乗車、徳行西バス停下車徒歩10分